# Smånattsländor
Smånattsländor (Hydroptilidae) är en familj i insektsordningen nattsländor. 
Familjen innehåller omkring 1 700 kända arter och har en världsvid utbredning. I Sverige finns 30 arter.
Smånattsländor kännetecknas av att de är mycket mindre än de flesta andra nattsländor, sällan överstigande 5 millimeter i kroppslängd som fullbildade insekter. Larverna lever i vatten och hittas bland annat i sjöar, dammar och åar. Till skillnad från många andra nattsländelarver påbörjar de inte bygget av ett hus som skydd tidigt i sin utveckling, utan först när de når de senare utvecklingsstadierna. Huset består ofta av små sandkorn sammanfogade med ett speciellt sekret som larven själv avsöndrar och påminner till sin form vanligen något om en handväska. I huset växer larven sedan färdigt och förpuppar sig. 